# Швајцарска на Светском првенству у атлетици у дворани 2018.
Швајцарска је на 17. Светском првенству у атлетици у дворани 2018. одржаном у Бирмингему од 1. до 4. марта учествовала седамнаести пут, односно учествовала је на свим првенствима до данас. Репрезентацију Швајцарске представљала су 6 атлетичара (1 мушкарац и 5 жена), који су се такмичили у 5 дисциплина (1 мушка и 4 женске).,
На овом првенству Швајцарска је по броју освојених медаља делила 24 место са 1 освојеном медаљом (1 бронза)..
У табели успешности према броју и пласману такмичара који су учествовали у финалним такмичењима (првих 8 такмичара) Швајцарска је са 2 учесника у финалу заузела 25. место са 9 бодова.
| Плас. | Земља      | 1. место | 2. место | 3. место | 4. место | 5. место | 6. место | 7. место | 8. место | Бр. финал. | Бод. |
| ----- | ---------- | -------- | -------- | -------- | -------- | -------- | -------- | -------- | -------- | ---------- | ---- |
| 25.   | Швајцарска | 0        | 0        | 1        | 0        | 0        | 1        | 0        | 0        | 2          | 9    |

## Учесници
| Мушкарци: - Јасон Јосеф — 60 м препоне | Жене: - Муџинба Камбунђи — 60 м - Ајла дел Понте — 60 м - Леа Шпрунгер — 400 м - Селина Бихел — 800 м - Каролин Ању — Петобој |  |

## Освајачи медаља (1)

### Бронза (1)
- Муџинба Камбунђи — 60 м

## Резултати

### Мушкарци
| Атлетичар   | Дисциплина   | Лични рекорд | Квалификације | Квалификације | Полуфинале           | Полуфинале           | Финале               | Финале       | Детаљи |
| Атлетичар   | Дисциплина   | Лични рекорд | Резултат      | Место         | Резултат             | Место                | Резултат             | Место        | Детаљи |
| ----------- | ------------ | ------------ | ------------- | ------------- | -------------------- | -------------------- | -------------------- | ------------ | ------ |
| Јасон Јосеф | 60 м препоне | 7,77         | 7,89 (.890)   | 6. у гр. 5    | Није се квалификовао | Није се квалификовао | Није се квалификовао | 30 / 37 (38) |        |

### Жене
| Атлетичарка      | Дисциплина | Лични рекорд | Квалификације  | Квалификације | Полуфинале       | Полуфинале       | Финале                | Финале                | Детаљи |
| Атлетичарка      | Дисциплина | Лични рекорд | Резултат       | Место         | Резултат         | Место            | Резултат              | Место                 | Детаљи |
| ---------------- | ---------- | ------------ | -------------- | ------------- | ---------------- | ---------------- | --------------------- | --------------------- | ------ |
| Муџинба Камбунђи | 60 м       | 7,03 НР      | 7,15 КВ        | 2. у гр. 4    | 7,10 (.094) КВ   | 1. у гр. 3       | 7,05 (.048)           |                       |        |
| Ајла дел Понте   | 60 м       | 7,24         | 7.31 (.306) кв | 4. у гр. 5    | 7,40             | 8. у гр. 1       | Није се квалификовала | 23 / 47               |        |
| Леа Шпрунгер     | 400 м      | 51,28        | 52,46 КВ       | 1. у гр. 2    | Дисквалификована | Дисквалификована | Није се квалификовала | Није се квалификовала |        |
| Селина Бихел     | 800 м      | 2:00,38      | 2:01,84 кв     | 2. у гр. 2    |                  |                  | 2:03,01               | 6 / 14 (15)           |        |

#### Петобој
| Дисциплина   | Каролин Ању | Каролин Ању | Каролин Ању | Каролин Ању | Каролин Ању | Каролин Ању |
| Дисциплина   | Лич. рек.   | Резултат    | Бод.        | Плас.       | Укупно      | Плас.       |
| ------------ | ----------- | ----------- | ----------- | ----------- | ----------- | ----------- |
| 60 м препоне | 8.42        | 8,56        | 1.004       | 9.          | 1.004       | 9.          |
| Скок увис    | 1,74        | 1,73        | 891         | 10.         | 1.895       | 12.         |
| Бацање кугле | 14,69       | 14,92 ЛР    | 856         | 2.          | 2.751       | 8.          |
| Скок удаљ    | 6,34        | 5,96        | 837         | 11.         | 3.588       | 11.         |
| 800 м        | 2:21,03     | 2:21,08     | 809         | 10.         | 4.397       | 10.         |
| Петобој      | 4.440       |             |             |             | 4.397       | 10 / 12     |